# К. М. Бинамол
Калайатту Куджи Матьюс Бинамол (малаял. കലയത്തും കുഴി മാത്യൂസ് ബീനമോൾ, англ. Kalayathumkuzhi Mathews Beenamol; род. 15 августа 1975 года) — индийская легкоатлетка, специализирующаяся в беге на короткие и средние дистанции. Участница Олимпийских игр 1996, 2000 и 2004 годов. Призёр Азиатских игр и чемпионатов. Награждена высшей спортивной наградой Индии Раджив Ганди Кхел Ратна в 2002 и четвёртой по старшинству гражданской наградой Индии Падма Шри в 2004 году.

## Биография
Бинамол родилась в деревне Комбидинжал, округ Идукки, штат Керала, в семье фермеров Матью (Мэтью) и Куджаммы.
У неё есть два брата: старший Биджу, ставший бизнесменом, и младший Бину, пошедший по её стопам.
Во время учёбы в школе Сент-Джордж в Паратоде занялась спортом по примеру старшего брата и была замечена тренером Раджу Полом. В его школе в Тируванантапураме под руководством тренера П. Р. Пурушотамана проходила спортивную подготовку с 1990 по 1996 год.
Первый успех пришёл к ней на национальных школьных соревнованиях в 1991 году.
На чемпионатах Азии среди юниоров в 1992 и 1994 годах она завоевала золото и серебро в беге на 800 метров и серебро и бронзу в беге на 400.
В возрасте 16 лет она отправилась представлять страну на Олимпийских играх в Атланте в эстафете на 400 метров. Однако в тот год индийская команда была дисквалифицирована за заступ на чужую дорожку.
Большую часть 1997—1998 годов Бинамол пропустила из-за травмы.
Но на Азиатских играх в Бангкоке в команде с Джинси Филипс, Розой Кутти и Джотирмайи Сикдар выиграла серебряную медаль с общим временем 3:32.20.
В 1999 она в составе индийской команды заняла последнее место в эстафете на чемпионате мира в Севилье.
В том же году она пришла второй в забеге на 400 метров на Южноазиатских играх в Катманду, уступив первое место ланкийке Дамаянти Дараша.
На Олимпиаде в Сиднее Бинамол квалифицировалась на эстафету и забег на 400 метров. В индивидуальном забеге она дошла до полуфинала, где пришла последней в своей группе.
При этом она всего лишь третья индианка, которая смогла дойти до полуфинала в данной дисциплине.
В эстафете индийская команда выбыла из соревнований после первого тура.
В этих же дисциплинах на чемпионате Азии в Джакарте Бинамол взяла серебро и золото.
В июне того же года на международных соревнованиях в Киеве она побила национальный рекорд в забеге на 400 метров, установленный П. Т. Ушей в 1985 году, пробежав дистанцию за 51.21 секунду.
На чемпионате мира в Эдмонтоне, Бинамол смогла пройти во второй тур, но в нём финишировала последней.
В 2001 году же она также была награждена индийской спортивной премией Арджуна.
В следующем году на Азиатских играх в Пусане она выиграла серебро в забеге на 400 метров и золото на 800 метрах и в эстафете на 400.
На Олимпийских играх в Афинах индийская команда в составе Бинамол, Манджит Каур, Раджвиндер Каур и Читры Соман дошла до финала, в котором финишировала седьмой.
Двумя месяцами ранее этим же составом индианки установили национальный рекорд в эстафете на Азиатском Гран-При в Коломбо, пробежав её за 3:27.35.
В мае 2005 года Бинамол вышла замуж за доктора Вивека Джороджа и завершила спортивную карьеру. У супругов двое детей: Ашвин и Хайле.